# Engganokejsarduva
Engganokejsarduva (Ducula oenothorax) är en fågel i familjen duvor inom ordningen duvfåglar.

## Utbredning och systematik
Fågeln förekommer på ön Enggano sydväst om Sumatra, Indonesien. Den kategoriserades tidigare som underart till grön kejsarduva (Ducula basilica) men urskildes 2014 som egen art av BirdLife International, 2022 av tongivande eBird/Clements och 2023 av International Ornithological Congress.

## Status
Den kategoriseras av IUCN som nära hotad.